# Кирхдорф (Зулинген)
Кирхдорф (нем. Kirchdorf) — община в Германии, в земле Нижняя Саксония.
Входит в состав района Дипхольц. Подчиняется управлению Кирхдорф. Население составляет 2023 человека (на 31 декабря 2010 года). Занимает площадь 47,76 км².
Коммуна подразделяется на 15 сельских округов.
| Год  | Население |
| ---- | --------- |
| 1990 | 1867      |
| 1995 | 1889      |
| 2000 | 2022      |
| 2005 | 2062      |
| 2010 | 2015      |